# Ефект Лачинса
Ефект Лачинса (ефект Ейнстеллунга, бар'єр минулого досвіду або ефект установки) — когнітивне спотворення, за допомогою якого людина для вирішення будь-якої задачі використовує раніше відомий спосіб замість того, щоб придумати новий, більш оптимальний сценарій. Вивчений в 1942 році видатним американським гештальт-психологом Абрахамом Лачинсом.

## Психологічна характеристика
Ефект Лачинса виникає, коли перед людиною постає проблема чи ситуація, схожа на проблеми, які вона вирішувала в минулому. Якщо рішення (або відповідна поведінка) проблеми/ситуації було однаковим у кожному минулому досвіді, людина, швидше за все, надасть ту саму відповідь, не надто задумуючись над проблемою, навіть якщо може бути доступна більш відповідна відповідь.
Ще одне явище, подібне до ефекту Лачинса, — це обмеженість функцією (Карл Дункер 1945)- порушення здатності відкривати нове використання об'єкта через попереднє використання суб'єктом об'єкта у функціонально відмінному контексті. Його також можна вважати когнітивним ухилом, який обмежує людину використовувати об'єкт лише у тому способі, яким він традиційно використовується. Дункер також зазначив, що це явище виникає не тільки з фізичними об'єктами, а й з ментальними об'єктами чи поняттями.

## Експерименти
Ефект установки вперше був вивчений за допомогою так званого експерименту з посудинами.
У першій частині експерименту перед усіма учасниками ставилося однакове завдання: є три посудини з водою — на 21, 127 і 3 літри. Мета — відміряти 100 літрів за умови, що судини можна заповнювати тільки повністю. Через деякий час люди здогадувалися, що спочатку необхідно доверху наповнити посудину на 127 літрів, потім спустошити частину його вмісту в посудину на 21 літр, а потім — два рази заповнити посудину на 3 літри. Таким чином, формула вирішення завдання набуває такого вигляду: 127-21-2 * 3 = 100.
Наступна частина експерименту складалася зі схожого завдання: є три посудини — на 15, 39 і 3 літри. Мета — відміряти 18 літрів, заповнювати судини потрібно повністю. Найпростіше рішення цього завдання: взяти порожню посудину на 39 літрів і спочатку залити в нього воду з посудини на 15 літрів, а потім доповнити його рідиною з 3-літрової судини. Незважаючи на це, люди продовжували слідувати знайденому шляху, тобто спочатку вони заповнили посудину на 39 літрів, а потім почали його послідовно спустошувати. Для порівняння: учасники з контрольної групи вирішили задачу простим способом. Так, власне, і був відкритий ефект установки: як тільки людина знаходить спосіб вирішення будь-якої задачі, при рішенні інших аналогічних завдань їй важко переключитися на інший, більш простий варіант.
Експериментальним шляхом також було виявлено, що даний феномен стає куди більш яскраво вираженим в тому випадку, якщо на випробовуваних впливає ряд стресових чинників, наприклад, жорстко встановлений ліміт часу або підвищена тривожність. Також на його інтенсивність впливає вік (прояв ефекту збільшується з віком) і стать (жінки більш схильні до його впливу), проте він ніяк не корелює з рівнем IQ.

## Причини
Коли людині доводиться стикатися з особливо важкою проблемою, її мозок прагне шукати закономірності, щоб знайти рішення. Ці моделі побудовані на основі знань та досвіду. І чим більше буде знань та досвіду щодо предмета (або з інших предметів), тим легше мозку прийти до вирішення проблеми. Часто такий спосіб реагування дає корисну евристику: Після того, як знайшовся ефективний метод вирішення проблеми, немає сенсу пробувати нові методи кожен раз, коли виникає подібна проблема. Іноді, однак, цей когнітивний ярлик може спричинити те, що, оскільки у людини є заздалегідь створені ідеї, як вирішити проблему, вона не усвідомлюємо, що є кращі рішення.

## Наслідки
Оскільки ефект Лачинса є в кінцевому підсумку небажаним наслідком того, як працюють людські міркування, він має небажані наслідки у всіх тих завданнях, у яких вони застосовуються. Чим більше людина чіпляється за звичний спосіб вирішення завдань, тим більше вона ігнорує інші варіанти, що призводить до того, що коли цей спосіб застосувати не можна, здається, що завдання зовсім не має ніякого рішення. Так життєвий досвід стає не тільки корисним інструментом, але і когнітивної пасткою, яка сприяє зниженню ефективності, так і негативно позначається на творчих здібностях і креативності .

## Способи подолання
- Завжди пам'ятати про бар'єр минулого досвіду. Щоб мінімізувати дію ефекту Лачинса, необхідно постійно нагадувати про його присутність, задавати питання, чи є це рішення найефективнішим з усіх можливих.
- Не приймати миттєвих рішень. Якщо вам необхідно прийняти якесь важливе рішення, потрібен час на його обдумування. У тому випадку, якщо рішення необхідно знайти в стислі терміни, необхідно розглянути альтернативи тому рішенню, яке першим приходить на думку, зважуючи всі плюси і мінуси об'єктивно, а не інтуїтивно.
- Звільнити своє мислення.
- Звертати увагу на деталі ситуації, а не на загальну картину. Так можна виявити розбіжності між проблемами і зрозуміти, що в кожному конкретному випадку є своє оптимальне рішення.
- Придумати абсолютно безглуздий метод вирішення проблеми. Перемикання уваги з попереднього досвіду до генерування абсолютно незнайомій ситуації дозволяє позбавитися від нав'язливого мислення і побачити проблему з абсолютно іншого ракурсу, в результаті чого можна об'єктивно оцінити те, що відбувається.